# Kisdorf-Graff
Kisdorf-Graff ist ein Ortsteil der Gemeinde Kisdorf (Schleswig-Holstein). Er erstreckt sich nordwestlich des eigentlichen Ortes und liegt direkt an der Grenze zur Stadt Kaltenkirchen.
In den letzten 30 Jahren kam es immer wieder zu Gebietsabtretungen an die Stadt Kaltenkirchen, die dort ein Industriegebiet aufbaute.
Mittlerweile liegt ein Großteil des früheren Ortsteils im Kaltenkirchener Stadtgebiet und wurde weitgehend für Industrie und Gewerbe erschlossen.
Koordinaten: 53° 50′ N, 9° 59′ O